# Lykke May Andersen
Lykke May Andersen (født 16. juni 1982 i København) er en dansk topmodel. Hun er i USA kendt som May Andersen. Hun var i 20 år repræsenteret af 2pm management, indtil hun d. 26. juni 2018 skiftede til Le Management. 5 måneder efter skiftede hun til Scoop Models, hvor hun er i dag.[kilde mangler]
Lykke May Andersen har lavet et utal af kampagner og har lavet pin-up-serier for magasinet Cover Magazine. I 2007 lavede hun sin egen kalender. I 2008 lancerede hun en jeanskollektion under navnet Chick With Guns.
I Susanne Biers film En Chance Til (A Second Chance), spiller hun en ung mor der får sit barn kidnappet af en betjent, der ikke mener at hun egner sig som forælder.
Lykke May bor i West Village, New York, men har sommerhus i Rågeleje i Danmark.
I 2000 blev hendes SUV påkørt af en skraldebil i New York. Hun pådrog sig brud på bækkenet og læsioner på benene. Hun sagsøgte byen New York og fik efter sigende udbetalt 15 millioner dollars i erstatning. Hun er i dag fuldstændig rask. Hun blev i 2006 arresteret i et Martinair fly ved ankomsten til Miami og anbragt i et kvindefængsel i to døgn, da hun efter sigende havde været voldelig over for stewarden, angiveligt under påvirkning af alkohol. Flyselskabet rejste dog aldrig sag mod hende. Hun har været kærester med Steve O fra Jack-Ass, musikeren Kid Rock, fodboldspilleren Nicki Bille og Bloody Social-musikeren og modellen Jamie Burke.